# Resen Sogn (Viborg Kommune)
 For alternative betydninger, se Resen Sogn. (Se også artikler, som begynder med Resen Sogn)
Resen Sogn er et sogn i Viborg Domprovsti (Viborg Stift).
I 1800-tallet var Resen Sogn anneks til Vroue Sogn. Begge sogne hørte til Fjends Herred i Viborg Amt. Vroue-Resen sognekommune blev ved kommunalreformen i 1970 indlemmet i Fjends Kommune, som ved strukturreformen i 2007 indgik i Viborg Kommune.
I Resen Sogn ligger Resen Kirke. 
I sognet findes følgende autoriserede stednavne:
- Koldkur (bebyggelse, ejerlav)
- Resen (bebyggelse, ejerlav)
- Resen Bæk (vandareal)
- Resen Nørrehede (bebyggelse)
- Resen Østerhede (bebyggelse)

Ved Kongenshus blev der under 1. verdenskrig oprettet en indhegnet rensdyrpark på 825 ha, men den blev nedlagt igen allerede i 1922. Området blev i 1942 opkøbt til Kongenshus Mindepark, der åbnede 10. juni 1953.